# Real Casa de la Geografía y Gabinete de Historia Natural
La Real Casa de la Geografía y Gabinete de Historia Natural fue una institución científica española fundada en 1752, durante el reinado de Fernando VI, por el marino y científico ilustrado Antonio de Ulloa. Fue también el precedente institucional del Real Gabinete de Historia Natural, fundado por Carlos III en 1771, porque heredó parte de sus colecciones; y centro precursor del actual Museo Nacional de Ciencias Naturales (MNCN-CSIC).

## Historia

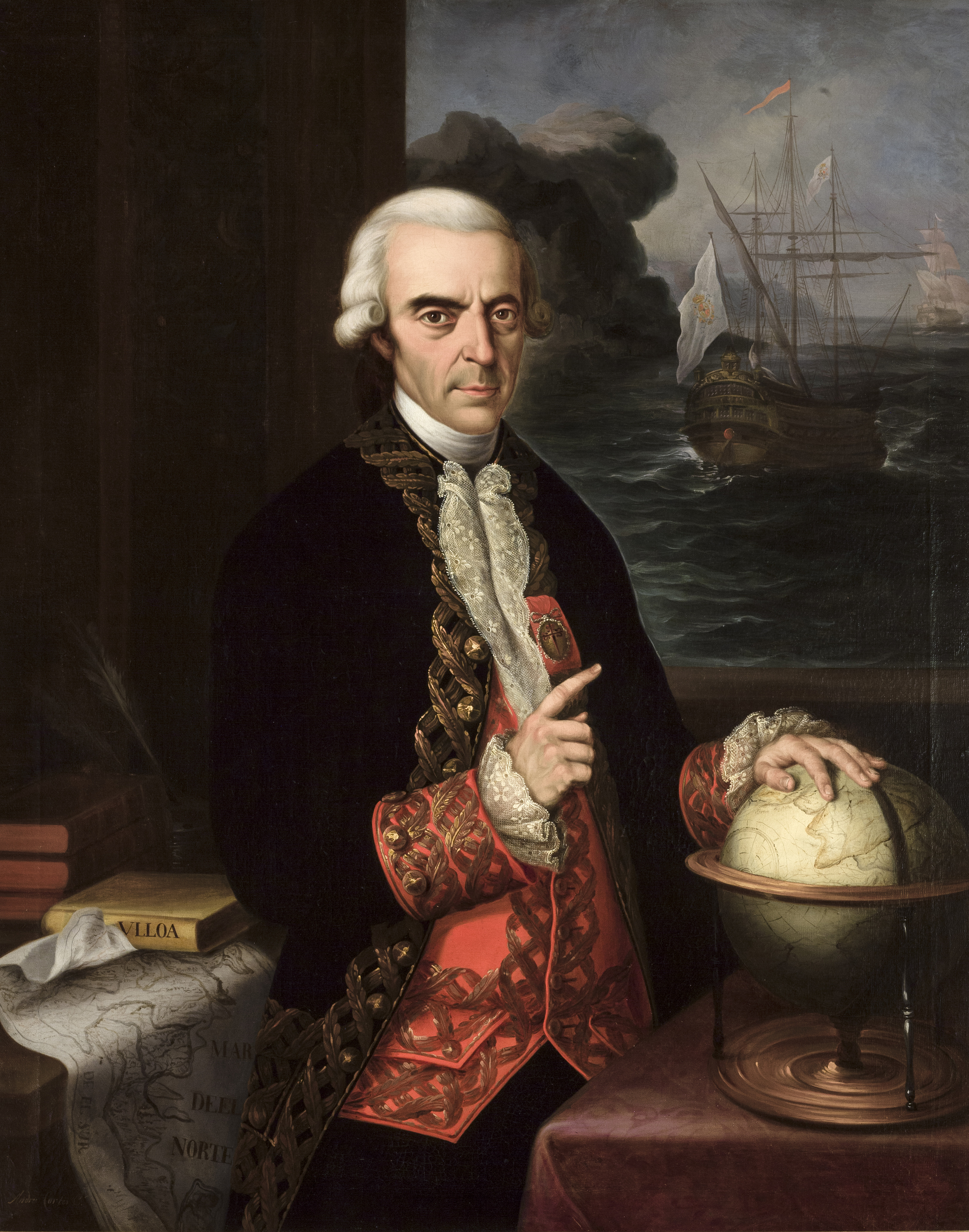
Antonio de Ulloa (1716-1795) fundador de la Real Casa de la Geografía

### El inicio de la Real Casa de la Geografía
Antonio de Ulloa recibió el encargo del entonces Secretario de Hacienda, Guerra, Marina e Indias y antiguo oficial de Intendencia Marina Zenón de Somodevilla y Bengoechea (I Marqués de la Ensenada) de crear una institución científica, con carácter interdisciplinar, centrada en la Geografía y en la Historia Natural. Esta institución contó con el apoyo de otras ciencias afines como la Geología o la Química.
Ulloa era un experimentado marino y un científico de reconocido prestigio: había formado parte de una expedición científica hispano-francesa (1735-1746) organizada por la Academia de Ciencias de Francia y constituida también por Charles Marie de La Condamine y el naturalista Antoine-Laurent de Jussieu. El objetivo de esta expedición era medir el arco del meridiano del Ecuador terrestre para conocer la verdadera forma de la Tierra y sus dimensiones exactas. Durante esta expedición geodésica la extensión de tierra que sus integrantes exploraron, cartografiaron y fortificaron abarcó toda la costa del Pacífico, desde Panamá hasta el archipiélago de Chiloé. En esta expedición también participó el científico y marino español Jorge Juan.
A su vuelta a Europa en agosto de 1745, Ulloa y Jorge Juan embarcaron en navíos distintos (Délivrance y Lys, respectivamente) para asegurar que uno de los duplicados de las notas y cálculos realizados durante la expedición llegara a su destino. Jorge Juan llegó sin ningún percance a Brest (Francia) y de ahí a París, pero el barco en el que viajaba Ulloa fue capturado por el buque Sunderland de la Marina Real británica y sus ocupantes trasladados a Portsmouth como prisioneros de guerra. Ulloa fue confinado y se le incautó toda la documentación científica que traía de su expedición para ser enviada a la Royal Society. Asombrados con la recopilación de datos científicos de Ulloa en las Américas que recogían los papeles incautados al marino ilustrado español fue autorizado a viajar a Londres en abril de 1746. Allí le devolvieron la documentación confiscada y fue recibido en la Royal Society con honores. A finales de ese mismo año (diciembre) fue nombrado miembro de esta prestigiosa sociedad científica, como reconocimiento a su trabajo y sus descubrimientos.
Ya en España, a mediados de 1746, Ulloa fue ascendido por el Rey Fernando VI de teniente a capitán de fragata.
Seis años después de esta proeza, presentó su proyecto de fundación de una institución científica que le habían encargado ante el gobierno del rey Fernando VI. Fue aceptado sin tardanza y sin escasez de medios. Tenía como objetivo académico fundamental la investigación, pero también otros objetivos docentes y de orden práctico; como la creación de un mapa de España, la formación de cartógrafos, un plan de prospección de minerales para su posterior explotación y la creación un centro de formación de especialistas, de un laboratorio siderometalúrgico y de un Gabinete de Historia Natural. Además, también fue almacén de productos de ultramar como el tabaco, la quina, el cacao o la vainilla exportados de América para abastecer a Palacio y a los reales sitios.
La sede elegida, en régimen de alquiler por 19.000 reales al año, fue un edificio de tres plantas, situado en la calle de la Magdalena, esquina con la calle Lavapiés, en el centro de Madrid. Las personas seleccionadas para la gestión de esta nueva institución eran profesionales españoles y extranjeros entre los que se encontraban: dos guardia-marinas (José Solano y Bote y Salvador Medina), un experto en minas e historia natural (Juan Pedro Saura), un administrador y asistente de Ulloa (Eugenio de Reigosa), un asistente del administrador y tesorero del Gabinete (Jerónimo de la Puente), un químico francés encargado del análisis de los minerales (Agustín de La Planche), dos expertos alemanes en siderurgia (Andrés y Juan Keterlin) y un irlandés geógrafo, prospector minero y naturalista (William Bowles). Para la custodia de la institución se contó con la ayuda de un portero, dos soldados y un cabo.
Mediante una carta circular enviada por el Marqués de la Ensenada en junio de 1752 se solicitaron ejemplares de minerales, de historia natural y de "curiosidades" a todos los territorios de la Corona. Ulloa aportó instrumentos científicos comprados por él mismo en Londres y París. También se compraron instrumentos de distintos materiales (cobre, hierro, vidrio, barro) para los experimentos químicos y metalúrgicos; libros científicos y mobiliario. En una habitación separada se proyectó un Estudio/Gabinete de Antigüedades.

### El ocaso del proyecto

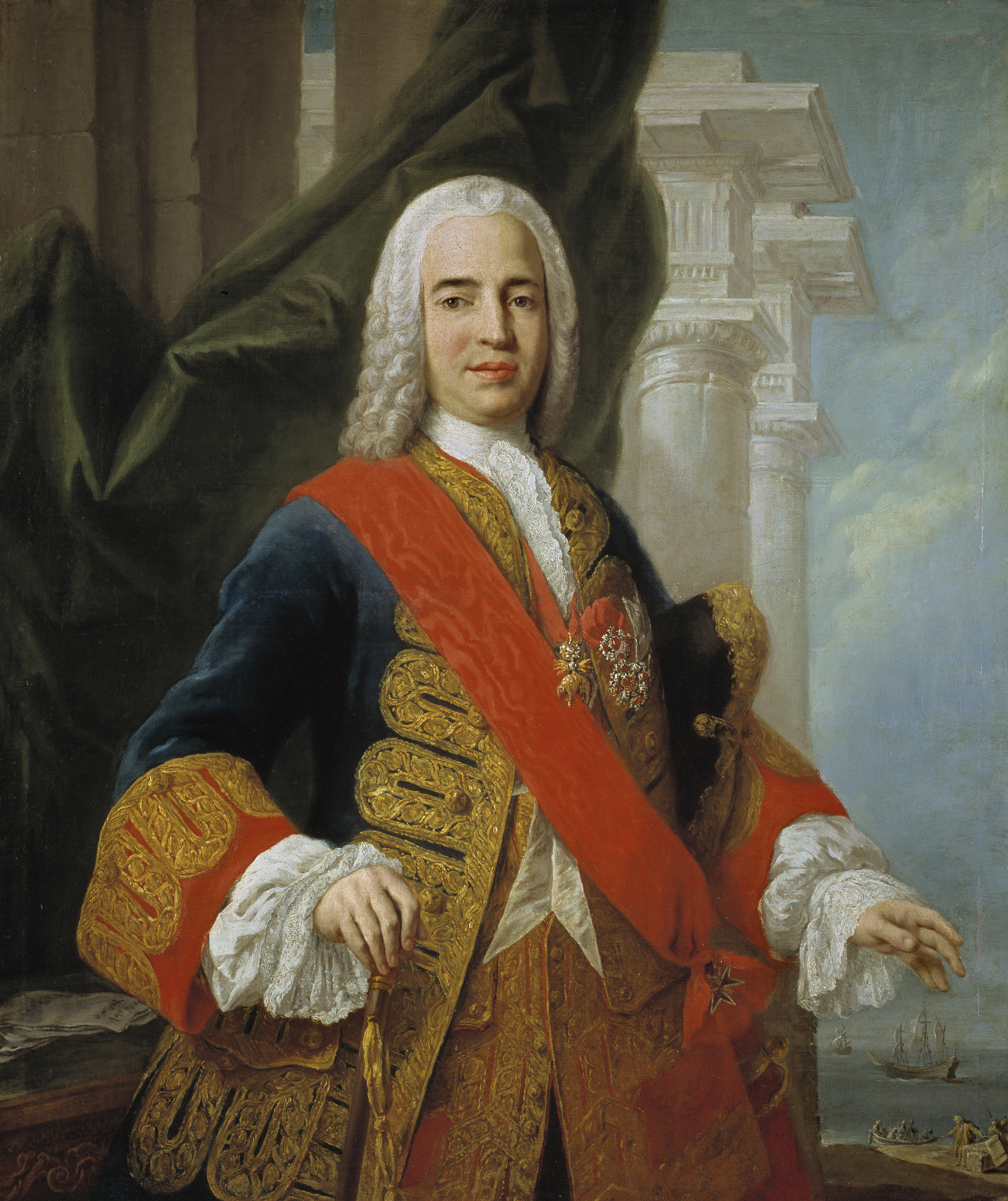
Marqués de la Ensenada (1702-1781) impulsor de la creación de la Real Casa de la Geografía

Dos años más tarde, en 1754, el impulsor del proyecto, el Marqués de la Ensenada, es arrestado en su casa de Madrid por orden del rey, bajo la acusación de alta traición a la Corona por ocultación de órdenes de guerra. El Marqués preparó en secreto, en La Habana (Cuba), una flota para asaltar las posesiones inglesas de Campeche y Belice en caso de que se desatase una guerra contra Inglaterra. Este hecho estaba en contra del deseo del monarca de que España permaneciese neutral en el conflicto internacional franco-inglés que se libraba en esa época. El Marqués de la Ensenada era francófilo y despertó los recelos de la corte y la pérdida de la confianza de la entonces reina, Bárbara de Braganza, lo que propició su caída en desgracia. El castigo por su acción fue el destierro a provincias (no al extranjero) y la confiscación de sus posesiones.
La Casa de la Geografía perdió a su mayor valedor, lo que significaba también perder el apoyo de la Corte. Poco después, en 1755, Antonio de Ulloa dimitió de todos los cargos que le habían encomendado y se trasladó a Huancavélica (Perú), donde fue nombrado gobernador.
Eugenio de Reigosa, administrador y asistente de Ulloa, se quedó al frente de la institución, que inició inmediatamente su declive: primero con el repliegue de la colección en 1756 a un solo piso principal de los tres que ocupaba, porque los otros fueron reclamados por las autoridades para darles otro uso. Después, en 1757, con el despido de los científicos extranjeros contratados, excepto William Bowles, que continuó como director científico de la Real Casa. Por último, de 1757 a 1773, con la dispersión de la colección al ser destinadas a otras instituciones, entre otras:
- Todos los instrumentos y muebles fueron destinados a la escuela de Caballeros Cadetes de Artillería en el Alcázar de Segovia en 1763.
- Todas las "curiosidades" del Gabinete de Historia Natural de la Real Casa pasaron al Gabinete de Historia Natural del Príncipe de Asturias (futuro rey Carlos IV) en 1766, que se estaba constituyendo en ese momento.
- Veintiocho armarios fueron destinados al recién fundado Real Gabinete de Historia Natural de Pedro Franco Dávila, en 1773, mediante una real orden de Carlos III de 7 de abril.[6]

Estos y otros traslados de la colección de la Real Casa de la Geografía a otras instituciones están descritos en el "Informe acerca del establecimiento de un Estudio y Gabinete de Historia Natural desde que en 1752 el Capitán de Navio D. Antonio de Ulloa lo propusiera", cuya copia se conserva en el Archivo Histórico del MNCN. Este mismo informe, atribuido al hijo del administrador de la Real Casa Francisco de Reigosa -quien sustituyó en el cargo a su padre cuando falleció en 1763- también informaba de otras vicisitudes por las que pasó esta institución. 
Unos años más tarde, en 1792, en un oficio emitido por Palacio, firmado por el Conde de Aranda el 21 de julio y dirigido al Vicedirector del Gabinete de Dávila, se ordenaba en nombre del Rey "que se coloquen en la sala de lo duplicado los efectos depositados en el almacén de la Real Casa de la Geografía que S. M. tiene en la que está colocada detrás de San Martín de Madrid y en que se hallan las oficinas del Real Hospedaje de Corte". Este oficio, conservado también en el Archivo Histórico del MNCN, ponía a disposición del Real Gabinete de Historia Natural todo lo que se encontraba en los almacenes de la Corona, procedente de la Real Casa de la Geografía, lo que supuso la disolución definitiva de la misma.

### El legado de la Real Casa de la Geografía

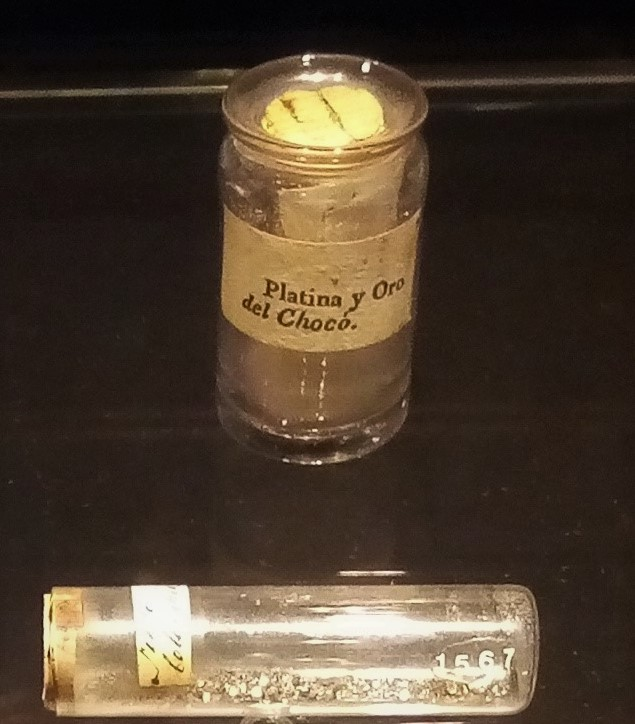
Platina del Chocó (Colombia) traída de América por su descubridor Antonio de Ulloa y depositada en la Real Casa de la Geografía, ahora expuesta en la Colección de Minerales del MNCN

El primer Real Gabinete de Historia Natural de España había fracasado por la pérdida del favor real, el abandono temprano de su fundador y el desinterés de las autoridades. La Real Casa de la Geografía y Gabinete de Historia Natural tuvo una vida efímera de poco más de dos décadas, en la que no debió pasar de ser un almacén de instrumentos científicos, colecciones minerales y otros objetos naturales. Parece que no llegó a funcionar como Gabinete de Historia Natural ni particular, ni públicamente.
Aunque no llegó a abrirse al público, los científicos que vinieron del extranjero desarrollaron sus investigaciones con los medios económicos (todos ellos cobraron un salario de la Hacienda pública) y técnicos de la Real Casa, destacando las aportaciones de William Bowles: que reconstruyó las minas de azogue de Almadén, experimentó con el metal descubierto por Ulloa en América (la platina) y viajó por Andalucía, Extremadura y Valencia (acompañado por un español de la Real Casa, Juan Pedro de Saura) para recopilar rocas y minerales para la colección de la institución en la que trabajaba. Bowles publicó en Madrid, en la Imprenta Real, sus hallazgos en un libro de viajes titulado Introducción a la historia natural y a la geografía física de España, que mereció los elogios de sus coetáneos y fue traducido al francés y al italiano.
La otra gran aportación de la Real Casa de la Geografía fue proporcionar una buena porción de ejemplares de sus colecciones (especialmente minerales), de libros técnicos de su biblioteca y de algún instrumento científico de Ulloa (por ejemplo, péndolas) al nuevo Real Gabinete de Historia Natural de Dávila, que tendría una trayectoria más larga (1771-1815) y exitosa que su antecesor. El MNCN ha heredado y conservado ese legado de la Real Casa de la Geografía, como ejemplo de ello está la platina que trajo Antonio de Ulloa de América y que data de 1754; formando parte aún hoy día de su colección de minerales.